# David López García
David López García (Baracaldo, Vizcaya, 13 de mayo de 1981) es un ciclista español.
Debutó como profesional el año 2003 con el equipo Cafés Baqué con el que destacó en el Tour del Porvenir de 2004 siendo 6.º en la clasificación general final lo que le sirvió para fichar por el Euskaltel-Euskadi.
Desde el año 2013 hasta 2018, año de su retirada, compitió en el  Sky, equipo UCI WorldTeam británico.

## Biografía
Sus resultados más destacados llegaron en el año 2007, ya en el equipo Caisse d'Epargne, siendo 6.º en la París-Niza con un 2.º, 3.º y 4.º puesto en diferentes etapas; 6.º en la Vuelta a Castilla y León; 4.º en la Clásica de Primavera; ganador de la clasificación de la montaña en la Euskal Bizikleta; 2.º en la Subida a Urkiola; y 3.º en la Vuelta a Alemania con una victoria de etapa y un 3.º y un 4.º en otras etapas. En ese mismo año consiguió su mejor puesto en una gran vuelta de tres semanas siendo 14.º en la clasificación general de la Vuelta España.
Otros resultados destacados son un 4º puesto en una etapa del Giro de Italia 2006; y un 4º puesto en la Subida a Urkiola y un 3º en el Gran Premio de Plouay en el año 2008.
El 21 de septiembre de 2012, fue uno de los firmantes del comunicado en contra de la nueva gestión deportiva del Euskaltel-Euskadi de cara a la temporada 2013 en la que, ante la posibilidad del descenso de categoría, no renovaron a ciclistas vascos apreciados por la afición y compañeros del pelotón para fichar a corredores extranjeros (hasta dicha fecha el equipo se componía solo de ciclistas vasco-navarros o formados en equipos del ciclismo amateur vasco-navarro).
En la temporada 2013 participa en el Tour de Francia como gregario de Chris Froome, y terminó 127.º en la general final. El 31 de julio extendió su contrato con el Sky hasta 2016.
El 31 de octubre de 2018 se anunció que el Sky no renovaría su contrato de cara a la temporada 2019. Esta situación hizo que tomara la decisión de retirarse del ciclismo profesional.

## Palmarés
2007
- 1 etapa de la Vuelta a Alemania

2010
- 1 etapa de la Vuelta a España

2013
- 1 etapa del Eneco Tour

## Resultados en Grandes Vueltas
Durante su carrera deportiva consiguió los siguientes puestos en las Grandes Vueltas:
| Carrera | Carrera         | 2003 | 2004 | 2005 | 2006 | 2007 | 2008 | 2009 | 2010 | 2011 | 2012 | 2013  | 2014  | 2015 | 2016 | 2017 | 2018 |
| ------- | --------------- | ---- | ---- | ---- | ---- | ---- | ---- | ---- | ---- | ---- | ---- | ----- | ----- | ---- | ---- | ---- | ---- |
|         | Giro de Italia  | —    | —    | Ab.  | 40.º | —    | —    | Ab.  | —    | —    | —    | —     | —     | —    | 69.º | —    | —    |
|         | Tour de Francia | —    | —    | —    | Ab.  | —    | 49.º | —    | —    | —    | —    | 127.º | 105.º | —    | —    | —    | —    |
|         | Vuelta a España | 47.º | —    | 76.º | —    | 14.º | —    | 42.º | 42.º | Ab.  | —    | —     | —     | —    | 60.º | 66.º | —    |

—: no participa

Ab.: abandonó

## Equipos
- Cafés Baqué (2003-2004)
- Euskaltel-Euskadi (2005-2006)
- Caisse d'Epargne/Movistar (2007-2012)
  - Caisse d'Epargne (2007-2010)
  - Movistar Team (2011-2012)
- Sky (2013-2018)
  - Sky Procycling (2013)
  - Team Sky (2014-2018)